# Покутсько-буковинський говір

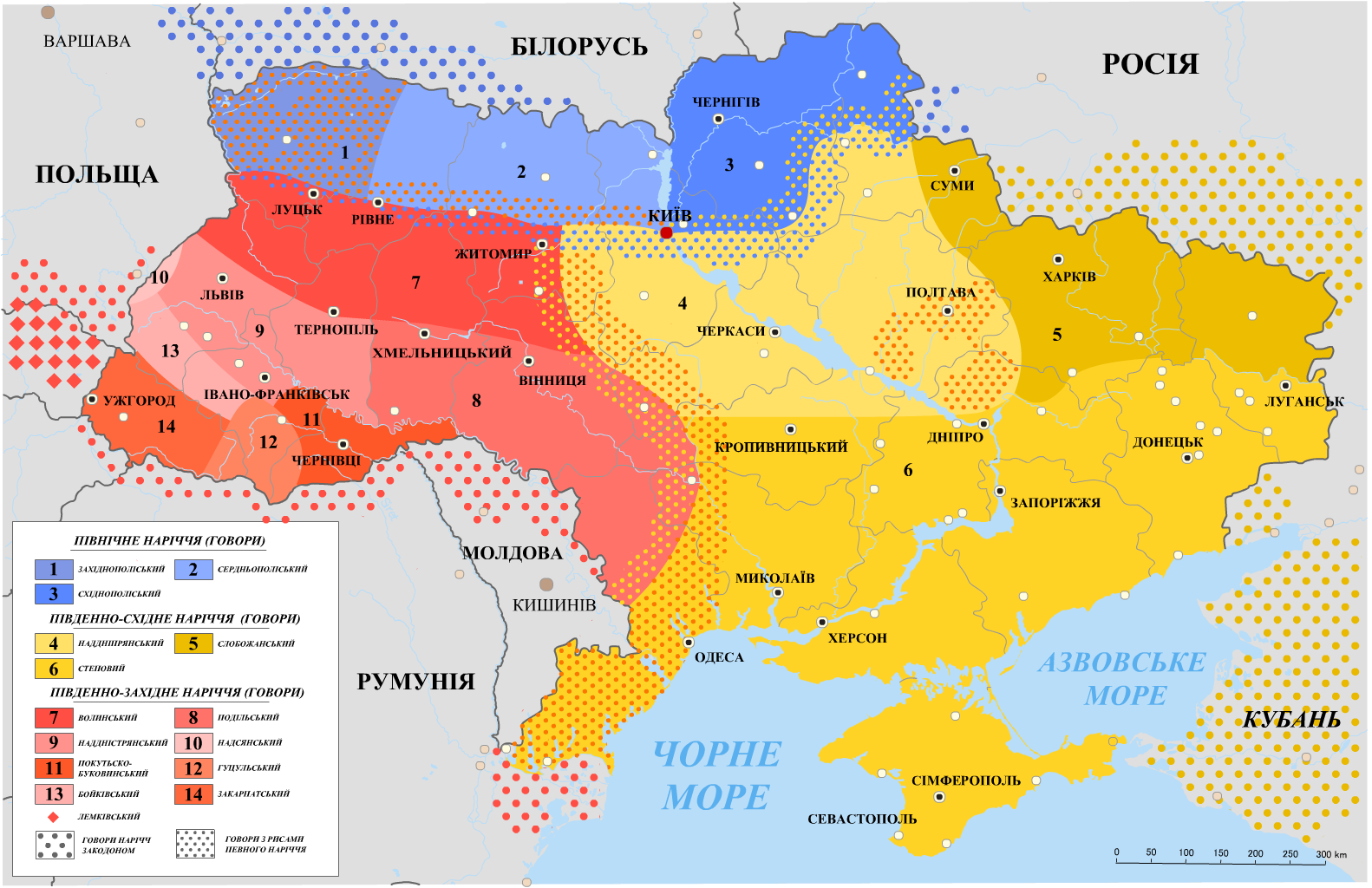
Карта українських наріч і говорів (2005).
Покутсько-буковинський говір (11)

Покутський (поку́тсько-букови́нський , або ж надпру́тський) го́вір — один з говорів південно-західного наріччя. Поширений в Івано-Франківській (південно-східні райони) і в Чернівецькій областях (за винятком західних районів — Путильського та Вижницького. На заході межує з гуцульським говором, на північному заході та півночі з наддністрянським говором і на півночі і північному сході з подільським говором. Складається з двох говіркових масивів — покутських і буковинських (основних) говірок. До буковинських дуже близькі північнобессарабські говірки у східних районах Чернівецької області. Покутсько-буковинський говір має низку спільних рис із сусідніми наддністрянськими, гуцульськими і бойківськими говірками. Найближчий він до наддністрянського говору, що дає підставу визначити його як перехідний між буковинським і наддністрянським, але на основі буковинського. Як засвідчують дані досліджень, зокрема картографовані матеріали «Атласу української мови» (т. 2), межі покутсько-буковинського говіру, особливо північна і південно-західна, окреслені не досить чітко і становлять різної ширини смугу, яка охоплює територію на Лівобережжі Дністра (умовно) від Делятина до Могилева-Подільського і до стику з Румунією та Молдовою.

## Історія дослідження говору
Досліджували цей говір І. Верхратський, Ю. Карпенко, К. Кисілевський, Б. Кобилянський, К. Лук'янюк, В. Прокопенко, С. В. Павчак та інші.

## У літературі
Покутською говіркою писав Лесь Мартович, а також Василь Стефаник (мова персонажів творів; класик покутського говору) і Марко Черемшина (впереміж з гуцульським)
Покутсько-буковинська лексика середини 19 ст. добре представлена у польсько-церковнослов'янсько-українському словнику Теодора Витвицького (1848).

## Ареал і межі поширення
Східна Франківщина та Чернівецька область (за винятком західних Вижницького району).

## Фонетика
Фонетичні особливості покутсько-буковинського говору: [а] після м'яких приголосних переходить в [е], [и], [і] — у ненаголошеній і наголошеній позиціях — душ’é, ш’éпка і ш'и́пка, пор'и́док, спідни́ц'і, чéл'ід’, вéремйе… Лише після й перехід [а] в [е], [і] обмежений (йійцé, йек, пóйес…) східнонадпрутською групою говірок; наявність альвеолярного [л], зокрема в говірках, сусідніх з гуцульськими і бойківськими; депалаталізація [с], [ц] у кінці слів (дес, хтос, хлóпец, отéц), перед флексійними -а, -у (вýлица, тéрница, на вýлицу, копи́цу), у прикметниках і прислівниках на -ск, -зк, -цк, (ни́ско, пóл.ский, вітц’íўский, н'імéцкий), у закінченнях давньої дієвідміни (бýлисмо, ходи́листе); палаталізація [ш], [ж], [ч] частіше у східнонадпрутських говірках (ж'ити, ч'ис, ш’:е), рідше у західнонадпрутських; палаталізація [р], особливо в іменниках з суфіксом -ар (віўч'ер’, косáр’), а також в інших випадках (цер'ква, тер'х’); переважне оглушення приголосних (біп, сат, л’íсти, тхáк'і), хоч можливе і паралельне вживання дзвінких приголосних (зуб'кé, але книшк’é); послідовний перехід [т’] у [к’], а [д’] у [ґ’] (ґ'іт «дід», ґ’íўка «дівка», к’íло «тіло», ниґ’íл'е «неділя») та інше.

## Граматика
Морфологічні особливості покутсько-буковинського говору: розрізнення твердих, м'яких і мішаних типів відмінювання іменників (конéм, д конéви, кулéшеў, вýлицеў…); закінчення давального і місцевого відмінків однини іменниками жіночого роду колишніх і- та ja- основ -и (сóли, по земли́, на стерни́); залишки форм двоїни (дві йейц’í, дв'і хáт'і); відсутність м'якої групи прикметників (си́ний, -а, -е, горíшний, -а, -е); утворення вищого ступеня прикметників і прислівників з суфіксами -ішч, -іш’-, -ч- (даўн'ішчий, менче, менчий), а також за допомогою частки май (май бíлший, май стáрший, май ранéн'ко); активне функціонування префіксу ві- (вíпити, віган’éли); форми інфінітива на -чи (пеичи́, стри́ч'і си); у буковинській групі говірок поширення дієслівних форм типу хóд'у, нóс'у, вóз'у; у 3-й особі однини і множини дієслів II дієвідміни можливі форми з опущеним кінцевим -т (він хóде, бáче, вони хóд'е, рóбл'е, йід'и́); вживання паралельних форм майбутнього часу дієслів (будемо роби́ти — мéмо роби́ти, бýдеш банувáти — меш банувáти); наявність «складних» форм минулого часу — ходи́ўйім (-йем), ходи́ўйіс (-йес), ходи́лисмо; енклітичні форми особових займенників (ми, ти, си, му — давальний відмінок; м'і, к'і, го, йі — знахідний відмінок); наявність рухомої зворотної частки -ся /-сі,=си/ як у постпозиції, так і в препозиції у різних її фонетичних варіантах (с'а, са, си); характерні прислівники бáвно (поволі), підсилювальна частка -ко після дієслів (ходи-ко) і ади (ади йа майу).

## Лексика
У лексиці багато елементів, властивих і більшості говірок південно-західного наріччя: блéяти «бекати» (про овець), вáтра «вогнище», «черінь», ґáзда, газди́н'и «господар, господиня», жи́нтиц'и «сироватка», кугýт «півень», ли́лик «кажан», рíш'ч'а «хмиз», шýтий «безрогий» та інші, або ж найближчим сусіднім говіркам: гуцульським — барабýл'и «картопля», вéремн'е «погода», гладýн «глечик», ґрунт «садиба», кн'ьезь’ «молодий, наречений», кньиги́н'і «молода, наречена», тáйстра «торба», xíтанка «гойдалка»; наддністрянським — ґуц «вузол», доўбáч (-ак) «дятел», маґліўни́ца, маґіўни́ца «рубель для качання білизни», карни́к «приміщення для курей-курник», кучьи- теж для свиней, товáр «рогата худоба» та інші. Є й чимало характерних покутсько-буковинських лексем: вéвирица «білка», ворóшка «сонечко», ґлужáн'а «стебла кукурудзи», грíнка «відрізаний шматок хліба», дручóк «рубель до воза», ки́рпа «вид високої жіночої зачіски», коўтáч’ «дятел», лíтра «металева кварта пити воду», полови́к «яструб», порéкло «прізвисько», призорóк'ий «короткозорий», рýсти «вити (про вовків)», у тому числі іншомовних запозичень, серед яких кількісно виділяються румунські — дармóй «вид рідкого решета», дзéстри «придане», клáка «толока», матýша «тітка або будь-яка старша жінка», лілійáк «бузок» та інші.
Для лексики покутсько-буковинського говору характерний значний паралелізм і широка семантична розгалуженість.